# Павуколов сіроволий
Павуколов сіроволий (Arachnothera affinis) — вид горобцеподібних птахів родини нектаркових (Nectariniidae). Ендемік Індонезії. Борнейський павуколов раніше вважався конспецифічним з сіроволим павуколовом.

## Поширення і екологія
Сіроволі павуколови мешкають на Яві та на Балі. Вони живуть у вологих рівнинних і гірських тропічних лісах. Зустрічаються на висоті від 900 до 1600 м над рівнем моря.